# Miltochrista epixantha
Miltochrista epixantha là một loài bướm đêm thuộc phân họ Arctiinae, họ Erebidae.